# Mis amigos de siempre
Mis amigos de siempre è una telenovela argentina trasmessa dal 3 dicembre 2013 all'8 agosto 2014 su El Trece.

## Trama
Tre amici che non si rivedevano da 15 anni per salvare da i debiti il club calcistico dove si erano conosciuti da piccoli si ritrovano.
Non mancano di certo storie d'amore, infatti, Simon sposato da 7 anni con Rocio (fidanzata dell'adolescenza), per una serie di motivi decidono di separarsi; lui conosce Tania segretaria della logistica dove lavora mentre Rocio trova lavora nel bar di Manuel (uno dei tre amici) innamorato di lei dall'età di 14 anni e metterà a rischio la sua amicizia con Simon per conquistare l'amore di Rocio. 
Julian calciatore famosissimo deve lasciare la sua carriera per dei problemi al ginocchio appena ritorna nel club (di proprietà della mamma) conosce Barbara tra i due nasce subito una attrazione che però non potrà andare avanti poiché lei è fidanzata e prossima a sposarsi con Luciano. Successivamente si scopre che Luciano è a capo di una mafia e la storia si concentrerà su come incarcerare Luciano, è da ciò Barbara decide di separarsi da Luciano ma Julian non è più disposto a stare con lei, poiché si innamora di Carolina, moglie di Oscar che è socio in affari di Luciano, e in seguito con Natalia, il suo nuovo capo. Manuel e Rocio si lasciano, e lui in seguito si innamora di Leo, sua amica d'infanzia, con la quale si sposerà alla fine della serie. Simon avrà una storia con Tania, ma avranno una serie di problemi in quanto lui non è mai riuscito a dimenticare la sua ex moglie e si separeranno per un periodo, poiché Rocio rimarrà incinta di Simon. Nel finale della serie Julian si lascia con Natalia, perché si rende conto di amare ancora Barbara, mentre Luciano muore ucciso da Julian, mentre la polizia stava per catturarlo.

## Personaggi e interpreti

### Personaggi principali
- Simón, interpretato da Nicolás Cabré
- Julián, interpretato da Gonzalo Heredia
- Manuel, interpretato da Nicolás Vázquez
- Tania, interpretata da Calu Rivero
- Rocío, interpretata da Agustina Cherri
- Bárbara, interpretata da Emilia Attias
- Andrea, interpretata da Claribel Medina
- Inés, interpretata da Soledad Silveyra
- Cholo Alarcón, interpretato da Osvaldo Laport
- Luciano, interpretato da Federico Amador
- Maxi, interpretato da Benjamín Rojas
- Fidel, interpretato da Felipe Colombo
- Leonora, interpretata da Manuela Pal
- Guido, interpretato da Victorio D'Alessandro
- Yayo, interpretato da Diego Pérez
- Queco, interpretato da Sebastián Almada

### Partecipazioni speciali
- Delfina Correa, interpretata da Juana Viale
- Bomba, interpretato da German Tripel
- Sol, interpretata da Leticia Siciliani
- Mica, interpretata da Valentina Godfrid
- Agustina, interpretata da Agustina Attias
- Ruth, interpretata da Belen Persello
- Oscar, interpretato da Martin Seefeld

## Episodi
| Stagione       | Puntate | Prima TV Argentina |
| -------------- | ------- | ------------------ |
| Prima stagione | 160     | 2013-2014          |